# Kerk van de Heilige Simeon van de Wonderbare Berg
De Kerk van de Heilige Simeon van de Wonderbare Berg (Duits: Russisch-Orthodoxe Kirche des Heiligen Simeon vom wunderbaren Berge) is een russisch-orthodox kerkgebouw in Dresden.

## Geschiedenis
De kerk werd tussen 1872 en 1874 door de architecten Harald Julius von Boss, een keizerlijke hofarchitect van Duitse herkomst en Karl Weißbach, een architect uit Dresden, gebouwd voor de snel groeiende russische gemeenschap van Dresden. De van Russische herkomst en in Dresden woonachtige Alexander Wollner schonk de bouwgrond en Simon von Wikulin, lid van de Keizerlijke Staatsraad, droeg voor driekwart (520.000 Rijksmark) aan de totale bouwkosten bij. De rest van de kosten werd bijeengebracht door de parochie, door de keizerlijke familie van Rusland en de Heilige Synode in Sint-Petersburg. 
De turbulente geschiedenis van Duitsland ging niet voorbij aan de Russische kerk van Dresden zonder diepe sporen achter te laten. Tijdens de Eerste Wereldoorlog werden de acht kerkklokken (waarvan de grootste bijna 3.000 kg woog) weggenomen en voor oorlogsdoeleinden omgesmolten. De kerk was van 1914 tot 1921 wegens "veiligheidsredenen" gesloten voor de eredienst. Tegen de wens van de gemeente in, die trouw wenste te blijven aan het Patriarchaat van Moskou, droegen de nationaalsocialisten in 1939 de kerk over aan de Russisch-orthodoxe Kerk in het Buitenland. Ook de enorme verwoestingen van de geallieerde bombardementen op 13 februari 1945 gingen niet aan de kerk voorbij. Ondanks opgelopen schade bleef echter het grootste deel van de kerk intact. De herstelwerkzaamheden duurden van 1948 tot 1952. Dankzij een schenking van een katholieke geestelijke uit Wilsdruff kon in 1973 het ontbrekende gelui weer worden vervangen en in 1976 werd het gelui aangevuld met nog eens vier in Apolda gegoten klokken.
In 1991 werd met hulp van Monumentenzorg, de stad Dresden, de protestantse en katholieke kerk en veel particulieren een omvangrijke renovatie begonnen.

## Architectuur
De kerk werd gebouwd in de stijl van de sacrale bouwwerken in Rusland uit de 16e en 17e eeuw. De 33 meter lange en 13 meter brede kerk van baksteen is met zandsteen omkleed en heeft een 40 meter hoge toren. De vijf koepels op het kerkdak symboliseren Christus en de vier evangelisten. Het middelpunt in de kerk vormt de iconostase, dat de kerkruimte van het Allerheiligste scheidt. De iconostase is van wit carrara-marmer gebouwd en heeft drie deuren die naar het Allerheiligste leiden. De tweedelige koningsdeur is voorzien van rijk verguld houtsnijwerk en toont de beeltenissen van de evangelisten en de verkondiging van de engel Gabriël aan de Moeder Gods.   

## Trivia
Tussen 1869 en 1871 woonde Fjodor Dostojevski in Dresden. Hij liet in deze kerk zijn dochter Ljoebov dopen. De componist Sergej Rachmaninov, die eveneens enige tijd in Dresden woonde, droeg met een forse donatie bij aan de installatie van de nog altijd aanwezige gasverwarming. Andere bekende gemeenteleden waren Michail Bakoenin en Ivan Toergenjev